# Terra Mariana
Terra Mariana (hrv. Zemlja Svete Marije) je službeni naziv za srednjovjekovnu Livoniju ili Staru Livoniju (njem. Alt-Livland, est. Vana-Liivimaa, lav. Livonija) koja je formirana nakon Livonskog križarskog rata na teritoriju koji obuhvaća današnje Estoniju i Latviju. Osnovana je 2. veljače 1207. kao kneževina Svetog Rimskog Carstva, ali je izgubila taj status 1215. kada ju je papa Inocent III. priključio Svetoj Stolici.
Godine 1561. za vrijeme Livonskog rata, Terra Mariana prestala je postojati. Sjeverni dijelovi su ustupljeni Švedskoj i formirano je Vojvodstvo Estonija (Švedska Estonija), južna područja postala su dio Velike kneževine Litve i na kraju ušla u poljsko-litavsku uniju. Otok Saaremaa postao je dio Danske.